# Stamp Fairtex
Nanthawan Panthong (Rayong, Tailandia; 16 de noviembre de 1997), conocida profesionalmente como Stamp Fairtex, es una peleadora de Muay Thai y artista marcial mixta tailandesa que actualmente compite en la categoría de peso átomo en ONE Championship, donde es la actual Campeona Mundial de Peso Átomo Femenino de ONE. Es la primera campeona mundial de 3 deportes de la organización, habiendo también ostentado el Campeonato Mundial de Muay Thai de Peso Átomo Femenino de ONE y el Campeonato Mundial de Kickboxing de Peso Átomo Femenino de ONE. Stamp es además la Campeona del Grand Prix de Peso Átomo de ONE. Se encuentra en la posición #1 del ranking de peso átomo femenino de ONE.

## Primeros años
El padre de Stamp es un ex peleador de Muay Thai que compitió bajo el nombre de Wisanlek Lukbangplasoy. Stamp empezó a practicar Muay Thai a la edad de 5 años para evitar el bullying en la escuela, siendo entrenada por su padre. Un año después, Stamp ganaría su primera pelea por KO (rodillazos). Se convirtió en campeona de Muay Thai de un estadio local y en dos veces campeona del este de Tailandia. En su adolescencia, Stamp se tomó ocho años fuera del Muay Thai por no encontrar oponentes adecuados en su región natal, además de que no había muchas peleas femeninas de Muay Thai en ese momento.
A los 18, se trasladó al Fairtex Gym en Pattaya, donde comenzaría a entrenar jiu-jitsu brasileño. Stamp ganó una medalla de oro en el torneo Siam Cup BJJ en 2019, en la categoría 58.5kg con gi.

## Carrera de Muay Thai y Kickboxing
En su debut en la promoción en ONE Championship: Kingdom of Heroes el 6 de octubre de 2018, Stamp desafió a Kai Ting Chuang por el Campeonato Mundial de Kickboxing de Peso Átomo de ONE. Stamp ganó la pelea por decisión unánime, reclamando su primer  título de ONE.
Stamp enfrentó a Janet Todd por el Campeonato Mundial Inaugural de Muay Thai de Peso Átomo de ONE en ONE Championship: Call to Greatness el 22 de febrero de 2019. Stamp ganó la pelea por decisión unánime para reclamar el título y convertirse en la primera campeona de dos deportes de ONE Championship.
Stamp defendió su Campeonato Mundial de Muay Thai de Peso Átomo de ONE contra Alma Juniku en ONE Championship: Legendary Quest el 15 de junio de 2019. Retuvo su título por decisión unánime.
Luego de peleas de artes marciales mixtas, Stamp enfrentaría a Janet Todd por segunda vez, esta vez defendiendo su título de kickboxing peso átomo en ONE Championship: King of the Jungle el 28 de febrero de 2020. Stamp perdió el título en una muy cerrada decisión dividida, marcando su primera derrota en ONE Championship.
Stamp defendió su título de Muay Thai de Peso Átomo en ONE Championship: A New Breed el 28 de agosto de 2020, contra de Allycia Rodrigues. Luego de cinco asaltos, Stamp perdió su título por decisión mayoritaria.

#### Oportunidad por el Campeonato Interino de Kickboxing de Peso Átomo de ONE
El 11 de enero de 2023, durante la conferencia de prensa de ONE Fight Night 6, el CEO de ONE Championship Chatri Sityodtong anunció que Stamp enfrentaría a Anissa Meksen por el Campeonato Interino de Kickboxing de Peso Átomo Femenino de ONE, en una fecha por anunciar.

## Carrera de artes marciales mixtas

### ONE Warrior Series
Después de ser descubierta por Rich Franklin, Stamp hizo su debut en artes marciales mixtas en ONE Warrior Series 2 el 19 de julio de 2018. Stamp noqueó a Rashi Shinde con una patada a la cabeza en sólo 19 segundos del primer asalto. La victoria le haría ganadora de un contrato con ONE Championship.

### ONE Championship
Stamp anunció sus intenciones de competir en artes marciales mixtas en ONE Championship, con la meta de convertirse en Campeona Mundial de ONE en MMA también, en paralelo a sus títulos mundiales de Muay Thai y Kickboxing. Hizo su debut de MMA en la promoción contra Asha Roka en ONE Championship: Dreams of Gold el 16 de agosto de 2019. Stamp ganó por sumisión (rear-naked choke) en el tercer asalto. Luego de su victoria por sumisión, Stamp recibió su cinturón azul de BJJ de parte de De'Alonzio Jackson.
Stamp enfrentó a Bi Nguyen en ONE Championship: Masters of Fate el 8 de noviembre de 2019. Luego de dominar los tres asaltos con su Muay Thai, Stamp ganó la pelea por decisión unánime.
Stamp enfrentó a Puja Tomar en ONE Championship: A New Tomorrow el 10 de enero de 2020. Stamp ganó la pelea por TKO (golpeo a ras de lona) en el primer asalto.
Stamp enfrentó a Sunisa Srisen en ONE Championship: No Surrender el 31 de julio de 2020. Stamp extendió su racha de victorias a 5, venciendo a Srisen por TKO en el primer asalto.
Stamp enfrentó a Alyona Rassohyna en ONE Championship: Unbreakable 3 el 22 de enero de 2021. A pesar de dominar la mayoría de la pelea, Stamp perdió la pelea por sumisión (guillotine choke) en los últimos segundos del tercer asalto, obteniendo la primera derrota de su carrera en MMA. Aunque hubo una controversia inicial en torno a la pelea, con Stamp argumentando que no se había rendido, los medios especializados en general acordaron que sí lo hizo.

#### Grand Prix de Peso Átomo de ONE
Stamp enfrentó a Alyona Rassohyna en una revancha en los cuartos de final del Grand Prix de Peso Átomo de ONE en ONE Championship: Empower el 28 de mayo de 2021. Sin embargo, el evento sería pospuesto por el COVID-19. El evento sería reagendado para el 3 de septiembre de 2021. Stamp vengaría su derrota, ganando la pelea por decisión dividida.
Stamp estaba programada para enfrentar a Seo Hee Ham en la semifinal del Grand Prix de Peso Átomo de ONE en ONE Championship: NextGen el 29 de octubre de 2021. Ham se retiró de la pelea sufrir una lesión en el entrenamiento, y sería reemplazada por Julie Mezabarba. Stamp ganó la pelea por decisión unánime.
Stamp enfrentó a Ritu Phogat en la final del Grand Prix de Peso Átomo de ONE en ONE Championship: Winter Warriors 1 el 3 de diciembre de 2021. Ganó la pelea por sumisión (armbar) en el segundo asalto para ganar el Campeonato del Grand Prix de Peso Átomo de ONE.

#### Oportunidad titular y carrera posterior
Stamp enfrentó a Angela Lee por el Campeonato Mundial de Peso Átomo Femenino de ONE en ONE Championship: X el 26 de marzo de 2022. Aunque lastimó a Lee con un puñetazo al hígado en el primer asalto, Stamp perdió la pelea por sumisión (rear-naked choke) en el segundo asalto.
Stamp enfrentó a Jihin Radzuan en ONE on Prime Video 2 el 30 de septiembre de 2022. Ganó la pelea por decisión unánime.
El 12 de septiembre de 2022, se anunció que Stamp enfrentaría a la múltiples veces campeona mundial de kickboxing y Muay Thai, Anissa Meksen, en un combate de reglas mixtas, alternando entre Muay Thai y MMA, en ONE Fight Night 6, el 14 de enero de 2023. El día del pesaje, Meksen no se presentó por problemas familiares y fue reemplazada por Anna "Supergirl" Jaroonsak en una pelea de kickboxing de peso paja. Stamp ganó la pelea por una cerrada decisión dividida. Esta victoria la hizo merecedora de su primer premio de Actuación de la Noche.
Stamp enfrentó a Alyse Anderson el 5 de mayo de 2023, en ONE Fight Night 10. Ganó la pelea por KO en el segundo asalto. Esta victoria lo hizo merecedora de su segundo premio de Actuación de la Noche.

#### Campeonato Mundial de Peso Átomo de ONE
Stamp estaba programada para enfrentar a Seo Hee Ham por el Campeonato Interino de Peso Átomo Femenino de ONE el 29 de septiembre de 2023, en ONE Fight Night 14. Sin embargo, luego de que la campeona Angela Lee anunció su retiro durante el evento, la pelea pasó a ser por el título indiscutido vacante. Stamp derrotó a Ham por TKO en el tercer asalto para convertirse en la nueva Campeona Mundial de Peso Átomo Femenino de ONE. Esta victoria la hizo merecedora de su tercer premio de Actuación de la Noche.
Stamp estaba programada para hacer la primera defensa de su título contra Denice Zamboanga el 1 de marzo de 2024, en ONE 166. Sin embargo, la pelea fue trasladada al 8 de junio de 2024, en ONE 167.
Stamp está programada para enfrentar a Xiong Jing Nan por el Campeonato Mundial de Peso Paja Femenino de ONE el 6 de septiembre de 2024, en ONE 168.

## Campeonatos y logros

### Artes marciales mixtas
- ONE Championship
  - Campeonato Mundial de Peso Átomo Femenino de ONE (Una vez; actual)
  - Campeonato del Grand Prix de Peso Átomo Femenino de ONE de 2021
  - Actuación de la Noche (Dos veces) vs. Alyse Anderson y Seo Hee Ham
  - Pelea del Año 2022 de MMA vs Angela Lee
  - Peleadora Femenina de MMA del Año de 2021

### Muay Thai
- ONE Championship
  - Campeonato Mundial de Muay Thai de Peso Átomo Femenino de ONE (Una vez)
    - Una defensa titular exitosa

- Thepprasit Stadium
  - Campeona de Peso Mosca Ligero/108 libras Champion (Una vez)

### Kickboxing
- ONE Championship
  - Campeonato Mundial de Kickboxing de Peso Átomo Femenino de ONE (Una vez)
  - Actuación de la Noche (Una vez) vs. Anna Jaroonsak[47]

### Jiu-Jitsu Brasileño
- Siam Cup BJJ
  -  2019 Siam Cup BJJ Women's Gi 58.5kg - primer lugar

## Récord en Muay Thai y Kickboxing
| Récord en Muay Thai y Kickboxing                              | Récord en Muay Thai y Kickboxing | Récord en Muay Thai y Kickboxing | Récord en Muay Thai y Kickboxing     | Récord en Muay Thai y Kickboxing | Récord en Muay Thai y Kickboxing | Récord en Muay Thai y Kickboxing | Récord en Muay Thai y Kickboxing |
| ------------------------------------------------------------- | -------------------------------- | -------------------------------- | ------------------------------------ | -------------------------------- | -------------------------------- | -------------------------------- | -------------------------------- |
| 64 Victorias, 17 Derrotas, 5 Empates                          |                                  |                                  |                                      |                                  |                                  |                                  |                                  |
| Fecha                                                         | Resultado                        | Oponente                         | Evento                               | Localización                     | Método                           | Ronda                            | Tiempo                           |
| 13-01-2022                                                    | Victoria                         | Anna Supergirl Jaroonsak         | ONE Fight Night 6                    | Bangkok, Tailandia               | Decisión (Dividida)              | 3                                | 3:00                             |
| 28-08-2020                                                    | Derrota                          | Allycia Rodrigues                | ONE Championship: A New Breed        | Bangkok, Tailandia               | Decisión (Mayoritaria)           | 5                                | 3:00                             |
| Perdió el Título Mundial de Muay Thai de Peso Átomo de ONE.   |                                  |                                  |                                      |                                  |                                  |                                  |                                  |
| 28-02-2020                                                    | Derrota                          | Janet Todd                       | ONE Championship: King of the Jungle | Kallang, Singapur                | Decisión (Dividida)              | 5                                | 3:00                             |
| Perdió el Título Mundial de Kickboxing de Peso Átomo de ONE.  |                                  |                                  |                                      |                                  |                                  |                                  |                                  |
| 15-06-2019                                                    | Victoria                         | Alma Juniku                      | ONE Championship: King of the Jungle | Shanghái, China                  | Decisión (Unánime)               | 5                                | 3:00                             |
| Defendió el Título Mundial de Muay Thai de Peso Átomo de ONE. |                                  |                                  |                                      |                                  |                                  |                                  |                                  |
| 22-02-2019                                                    | Victoria                         | Janet Todd                       | ONE Championship: King of the Jungle | Kallang, Singapur                | Decisión (Unánime)               | 5                                | 3:00                             |
| Ganó el Título Mundial de Muay Thai de Peso Átomo de ONE.     |                                  |                                  |                                      |                                  |                                  |                                  |                                  |
| 06-10-2018                                                    | Victoria                         | Kai Ting Chuang                  | ONE Championship: Kingdom of Heroes  | Bangkok, Tailandia               | Decisión (Unánime)               | 5                                | 3:00                             |
| Ganó el Título Mundial de Kickboxing de Peso Átomo de ONE.    |                                  |                                  |                                      |                                  |                                  |                                  |                                  |
| 28-03-2017                                                    | Victoria                         | Sylvie Petchrungruang            | Thepprasit Stadium                   | Pattaya, Tailandia               | Decisión                         | 5                                | 3:00                             |
| Ganó el título 108 lbs de Thepprasit Stadium.                 |                                  |                                  |                                      |                                  |                                  |                                  |                                  |
| 13-08-2016                                                    | Victoria                         | Saokhonkaen Sor Sompol           | PPTV Muay Thai Fight Night           | Bangkok, Tailandia               | Decisión                         | 3                                | 3:00                             |

## Récord en artes marciales mixtas
| Récord profesional | Récord profesional | Récord profesional |
| 13 peleas          | 11 victorias       | 2 derrotas         |
| ------------------ | ------------------ | ------------------ |
| Nocaut             | 5                  | 0                  |
| Sumisión           | 2                  | 2                  |
| Decisión           | 4                  | 0                  |

| Resultado | Récord | Oponente         | Método                      | Evento                              | Fecha                    | Ronda | Tiempo | Localización         | Notas                                                                            |
| --------- | ------ | ---------------- | --------------------------- | ----------------------------------- | ------------------------ | ----- | ------ | -------------------- | -------------------------------------------------------------------------------- |
|           |        | Xiong Jing Nan   |                             | ONE 168                             | 6 de septiembre de 2024  |       |        | Denver, Colorado     | Por el Campeonato de Peso Paja Femenino de ONE.                                  |
| Victoria  | 11–2   | Seo Hee Ham      | TKO (golpes al cuerpo)      | ONE Fight Night 14                  | 29 de septiembre de 2023 | 3     | 1:04   | Kallang              | Ganó el Campeonato Vacante de Peso Átomo Femenino de ONE. Actuación de la Noche. |
| Victoria  | 10–2   | Alyse Anderson   | KO (patada al cuerpo)       | ONE Fight Night 10                  | 5 de mayo de 2023        | 2     | 2:27   | Broomfield, Colorado | Actuación de la Noche.                                                           |
| Victoria  | 9–2    | Jihin Radzuan    | Decisión (unánime)          | ONE on Prime Video 2                | 30 de septiembre de 2022 | 3     | 5:00   | Kallang              |                                                                                  |
| Derrota   | 8–2    | Angela Lee       | Sumisión (rear-naked choke) | ONE Championship: X                 | 26 de marzo de 2022      | 2     | 4:50   | Kallang              | Por el Campeonato de Peso Átomo Femenino de ONE                                  |
| Victoria  | 8–1    | Ritu Phogat      | Sumisión (armbar)           | ONE Championship: Winter Warriors 1 | 3 de diciembre de 2021   | 2     | 2:14   | Kallang              | Ganó el Grand Prix de Peso Átomo Femenino de ONE                                 |
| Victoria  | 7–1    | Julie Mezabarba  | Decisión (unánime)          | ONE Championship: NextGen           | 29 de octubre de 2021    | 3     | 5:00   | Kallang              | Semifinal del Grand Prix de Peso Átomo Femenino de ONE                           |
| Victoria  | 6–1    | Alyona Rassohyna | Decisión (dividida)         | ONE Championship: Empower           | 3 de septiembre de 2021  | 3     | 5:00   | Kallang              | Cuartos de final del Grand Prix de Peso Átomo Femenino de ONE                    |
| Derrota   | 5–1    | Alyona Rassohyna | Sumisión (armbar)           | ONE Championship: Unbreakable 3     | 22 de enero de 2021      | 3     | 3:57   | Kallang              |                                                                                  |
| Victoria  | 5–0    | Sunisa Srisan    | TKO (golpes)                | ONE Championship: No Surrender      | 31 de julio de 2020      | 1     | 3:57   | Bangkok              |                                                                                  |
| Victoria  | 4–0    | Puja Tomar       | TKO (golpes y codazos)      | ONE Championship: A New Tomorrow    | 10 de enero de 2020      | 1     | 4:27   | Bangkok              |                                                                                  |
| Victoria  | 3–0    | Bi Nguyen        | Decisión (unánime)          | ONE Championship: Masters of Fate   | 8 de noviembre de 2019   | 3     | 5:00   | Manila               |                                                                                  |
| Victoria  | 2–0    | Asha Roka        | Sumisión (rear-naked choke) | ONE Championship: Dreams of Gold    | 16 de agosto de 2019     | 3     | 1:29   | Bangkok              |                                                                                  |
| Victoria  | 1–0    | Rashi Shinde     | KO (patada a la cabeza)     | ONE Warriors Series 2               | 19 de julio de 2018      | 1     | 0:19   | Kallang              | Debut en peso átomo .                                                            |